# Berolina (personifikacja)
Berolina jest żeńską personifikacją Berlina (w łacinie zapisywanym jako Berolinum) oraz alegorią tego miasta. Rzeźba Beroliny znajdowała się na Alexanderplatz. 

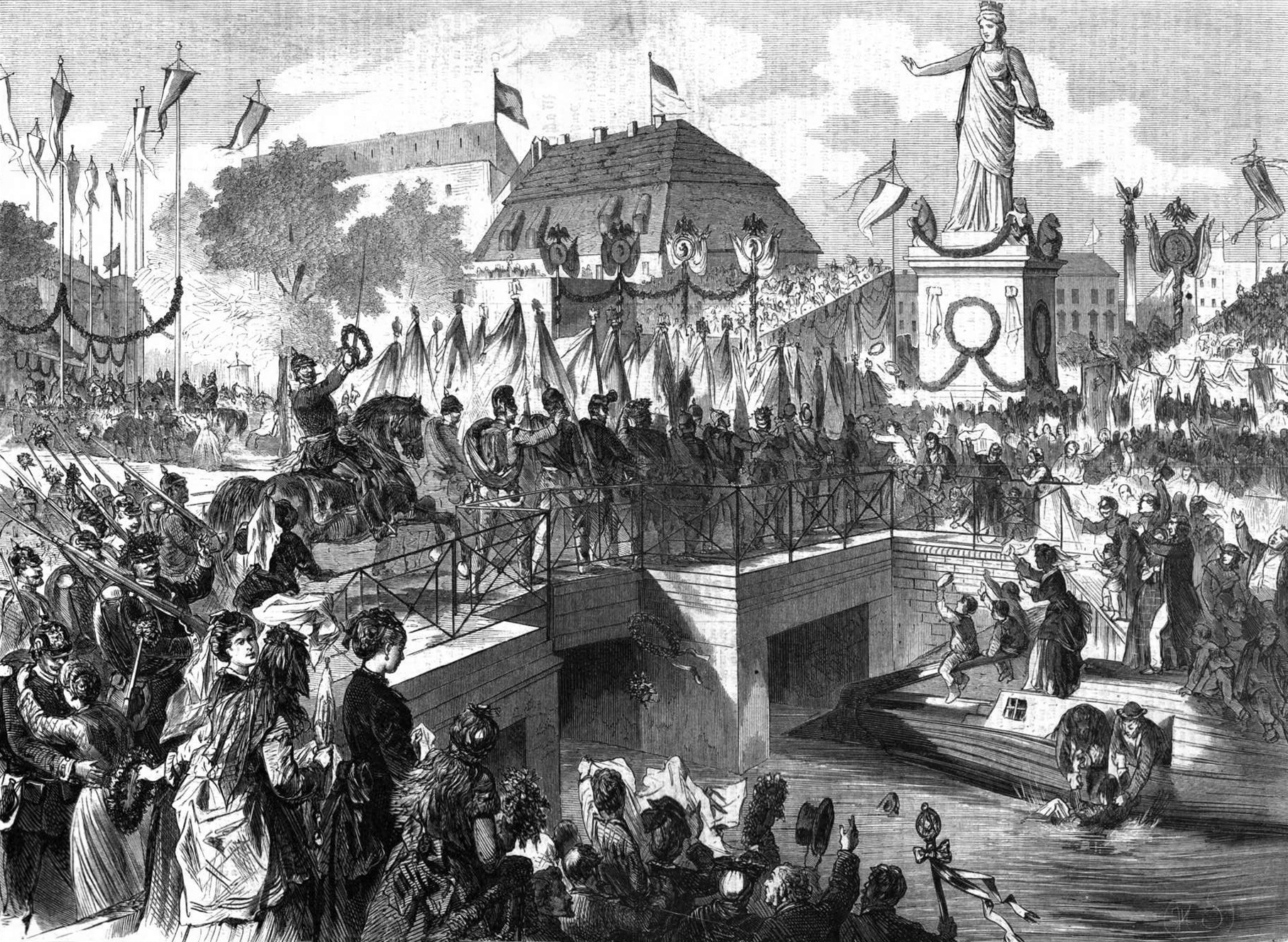
Pierwsza statua Beroliny wzniesiona dla uczczenia zwycięstwa w wojnie francusko-pruskiej

## Rzeźba
W 1871 roku cesarz Wilhelm I Hohenzollern zamówił mierzącą 11 metrów statuę Beroliny, by uczcić zwycięski powrót swoich wojsk z wojny francusko-pruskiej, który stanął na Belle-Alliance-Platz (dziś Mehringplatz). 

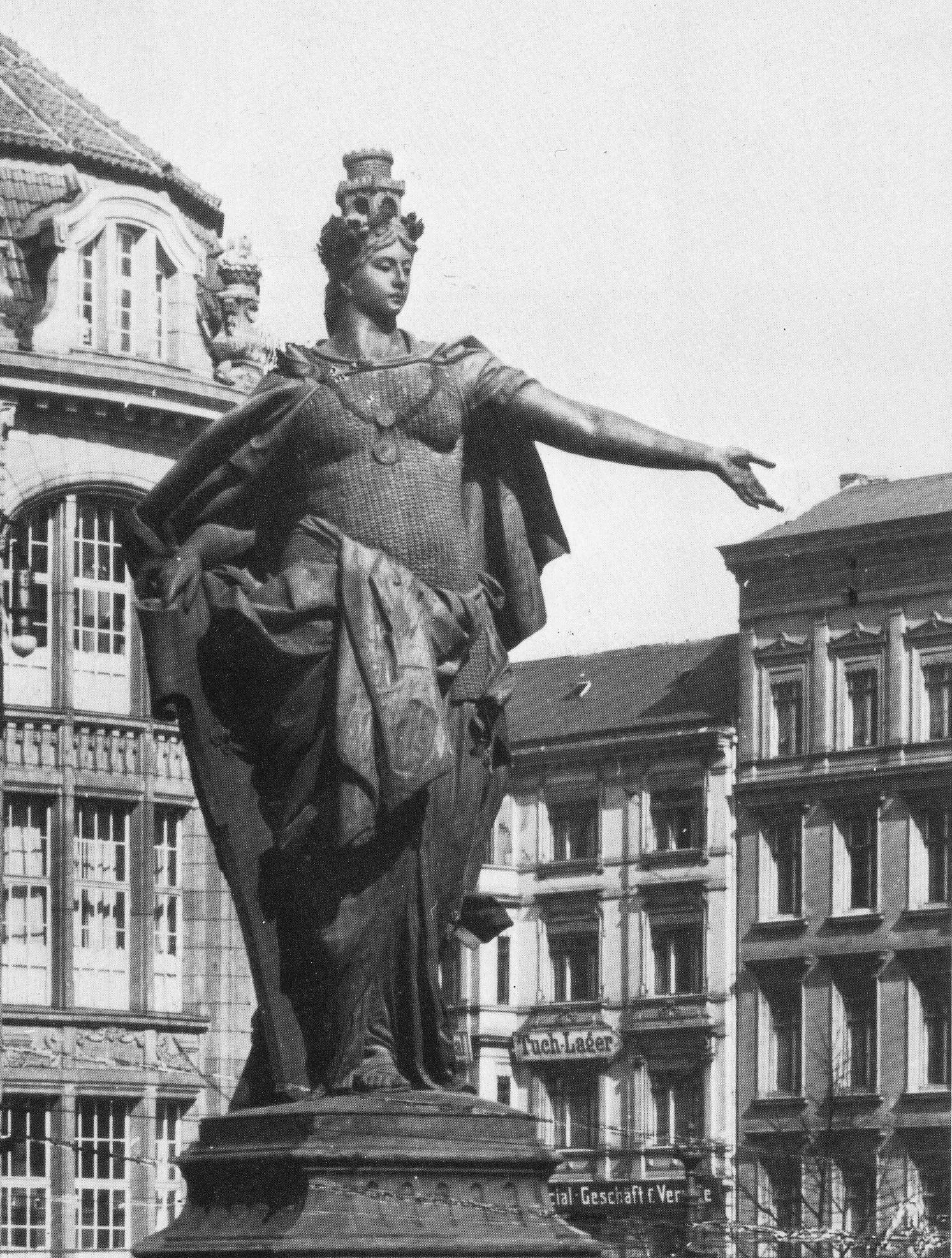
Trzecia statua Beroliny, wzniesiona na Alexanderplatz

Kolejna statua Beroliny została zaprojektowana w 1889 przez Emila Hundreisera i Michaela Locka jako jedna z dekoracji przygotowywanych na przyjazd króla Włoch – Humberta I i królowej Małgorzaty z dynastii sabaudzkiej. Jako że do wizyty pary królewskiej pozostało niewiele czasu udało się wykonać rzeźbę jedynie z gipsu, którą umieszczono na placu Poczdamskim. Głowę Beroliny zdobił wieniec z liści dębu i corona muralis, ubrana jest w szatę i kolczugę, na której znajduje się herb burmistrza miasta, a w dłoni wystawionej w zapraszającym geście znajdują się kwiaty. Modelką, której Berolina zawdzięcza rysy twarzy była 26-letnia Anna Sasse. Już wcześniej pozowała jako Berolina do obrazu Johannesa Mühlenbrucha, który znajdował się w berlińskim czerwonym ratuszu (niem. Rotes Rathaus in Berlin). 

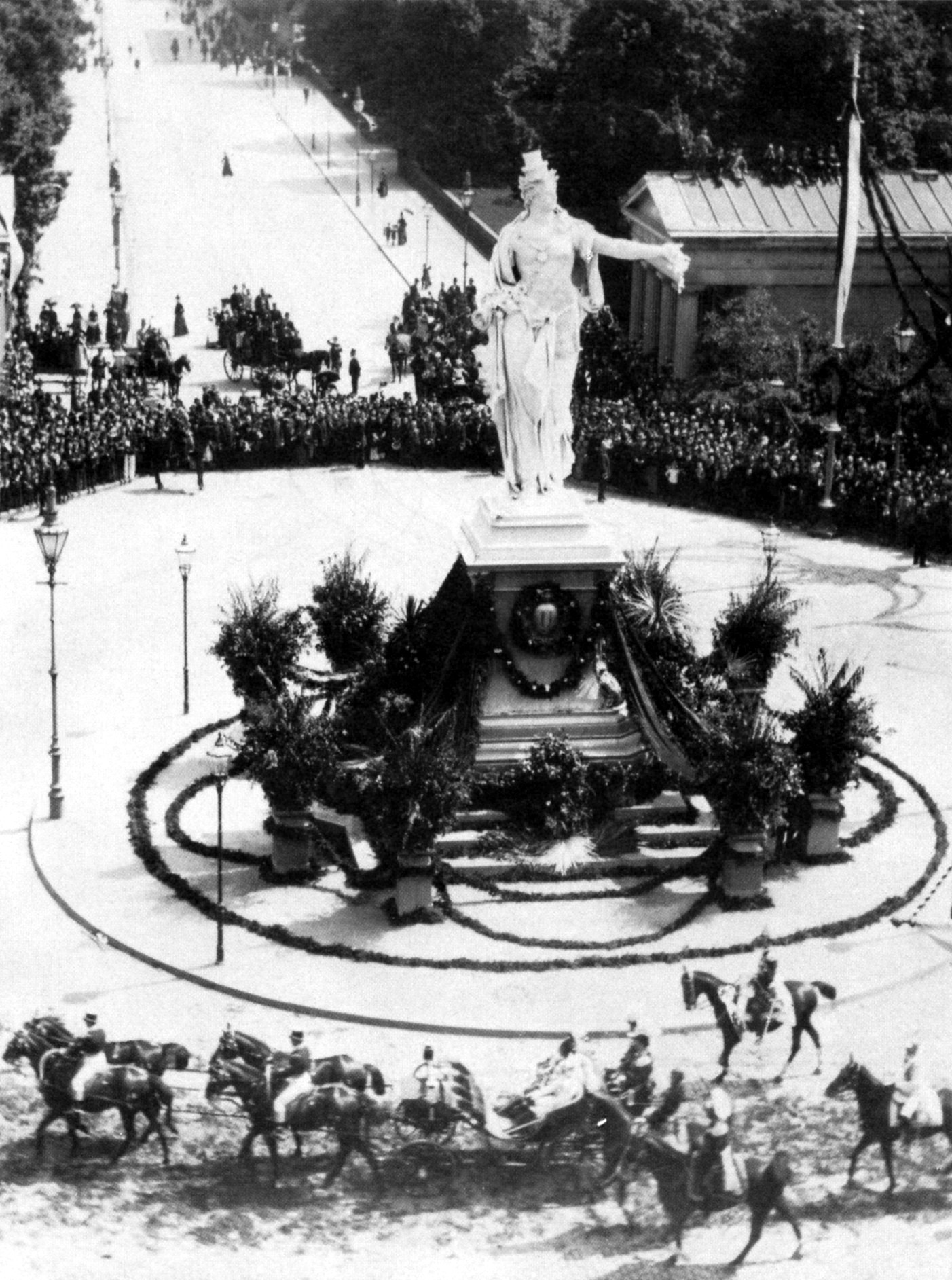
Gipsowa Berolina, wzniesiona przed przyjazdem króla Humberta I

Statua zyskała sporą popularność wśród mieszkańców Berlina, jednak ze względu na materiał, z którego została wykonana nie pozwalał na dłuższe eksponowanie jej na zewnątrz. W wyniku spontanicznej zbiórki funduszy zorganizowanej w Berlinie udało się sfinansować wykonanie pomnika.. Po dokonaniu przez Emila Hundreisera poprawek (w nowej wersji postać nie dzierżyła już w dłoni kwiatów) Berolina została wykonana z miedzi przez metalurga Friedricha Petersa. 17 grudnia 1895 roku gotowa statua Beroliny stanęła na Alexanderplatz. Wraz z czerwonym, granitowym cokołem posąg mierzył 14 metrów. Pod koniec I wojny światowej, latem 1918 roku Berolinie groziło przetopienie i wykorzystanie do wytwarzania amunicji. Pomysł jednak nie wszedł w życie. Podczas rewolucji listopadowej pomnik uległ uszkodzeniu w trakcie walk o komendę policji znajdującą się przy placu. 

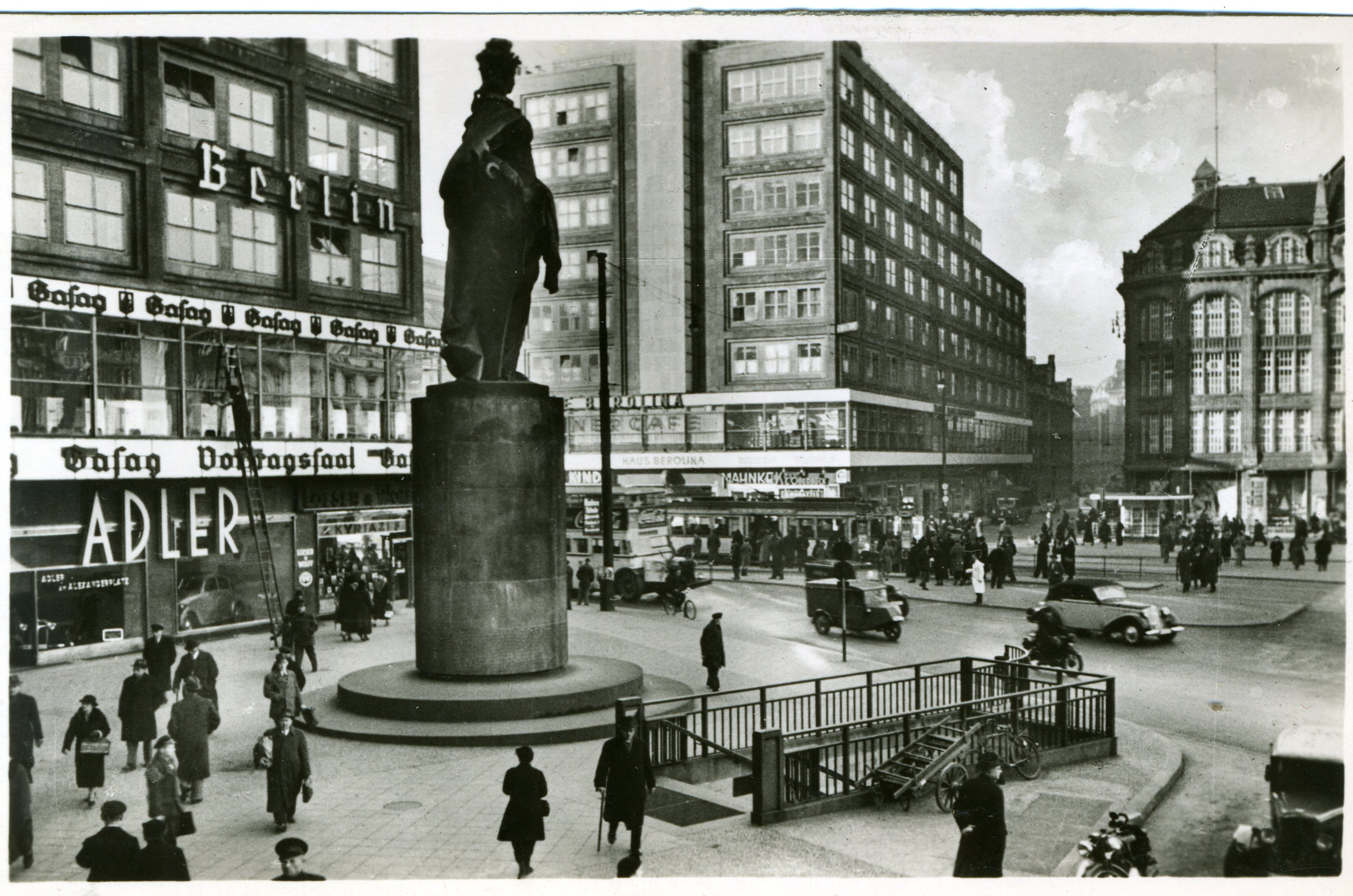
Statua Beroliny po powrocie na Alexanderplatz, w innej lokalizacji i na innym cokole

Lokalizacja pomnika blokowała dalszy rozwój urbanistyczny placu i jego przyległości. Zmieniało się również podejście do architektury i sztuki, sam posąg Beroliny miał się zbytnio kojarzyć z estetyką czasów cesarstwa, co mogło doprowadzić do usunięcia posągu na stałe. W 1927 roku Berolinę na początku budowy linii metra U5 oraz przebudowy Alexanderplatz przeniesiono do magazynu. Rada miejska skłaniała się ku sprzedaży pomnika lub też jego przetopieniu. Spotykało się to jednak z dużym oporem społecznym. Ostatecznie Berolina na Alexanderplatz ponownie stanęła w grudniu 1933 roku, choć w innej lokalizacji, przy domu towarowym Hermanna Tietza i na innym, żelbetowym cokole. Uroczystość odsłonięcia pomnika uświetniła obecność liczącej już ponad 70 lat Anny Felgiebel z domu Sasse. Podczas prac zmierzających do odsłonięcia Beroliny w nowej lokalizacji odkryto kapsułę, w której znaleziono dokumenty dotyczące powstania rzeźby, a także list jednego z jej twórców. W latach 1929-1932 przy Alexanderplatz zbudowano Berolinahaus projektu Petera Behrensa, którego nazwa pochodzi od stojącej na placu rzeźby.  

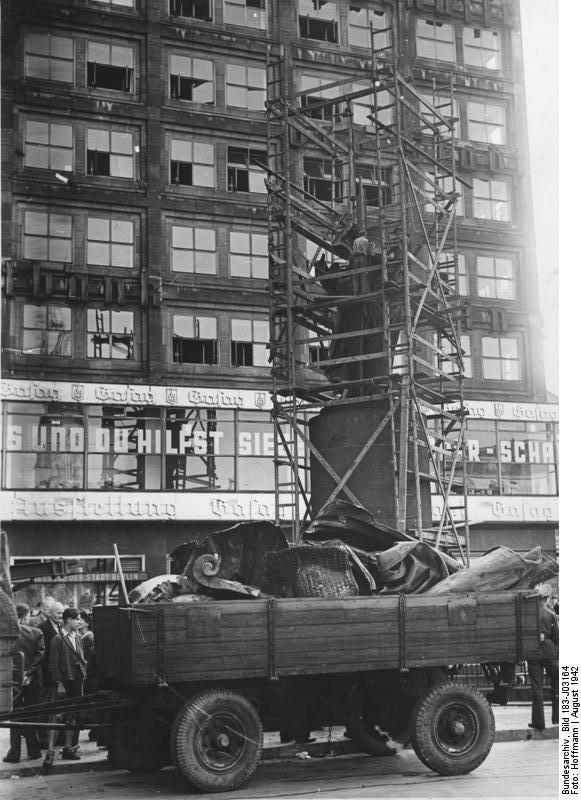
Demontaż Beroliny w sierpniu 1942 roku

Berolina znalazła się na liście prawie 200 pomników i rzeźb, które nazistowskie władze uznały za artystycznie nieistotne. 26 sierpnia 1942 roku statuę rozebrano i przewieziono do magazynów, w których składowano materiał do przetopienia i produkcji uzbrojenia. Po wojnie cokół, który pozostał na placu rozebrano i wykorzystano do odbudowy infrastruktury berlińskiego zoo.     
W 2000 roku powstała organizacja Wiedererstellung und Pflege der Berolina e.V, której celem jest odtworzenie i przywrócenie rzeźby na dawne miejsce.  
W 2004 roku niemiecki artysta Axel Anklam stworzył nowoczesną interpretację personifikacji Berlina. Wykonana ze stalowej siatki Tańcząca Berolina (niem. Tanzende Berolina) znajduje się na Hausvogteiplatz. 

## Nazwa
Berolina, poza artystycznymi przedstawieniami w formie rzeźb pojawiała się także w innych wytworach kultury. 
- Odkryty w 1896 roku planetoida nosi nazwę Berolina.
- W 1942 roku Franz Gothe skomponował utwór zatytułowany „Grüß mir die Berolina”[8].
- W 1929 roku Kurt Tucholski napisał piosenkę zatytułowaną „Berolina... Claire Waldoff”[8][9].
- Założona w 1948 roku berlińska wytwórnia filmowa została nazwana Berolina Film[10].
- 27 sierpnia 1987 roku odbyła się gala Berolina Music Awards, organizowana przez stacje ARD, ZDF i ORF. Prowadzącym był niemiecki prezenter telewizyjny Thomas Gottschalk. Wśród osób nagrodzonych statuetką przedstawiającą berlińską rzeźbę znalazły się m. in Tina Turner, Joe Cocker, Udo Jürgens i Jennifer Rush[3][11].
- Nazwę Berolina nosi jedna z berlińskich spółdzielni mieszkaniowych[12].